# Rhymesayers Entertainment

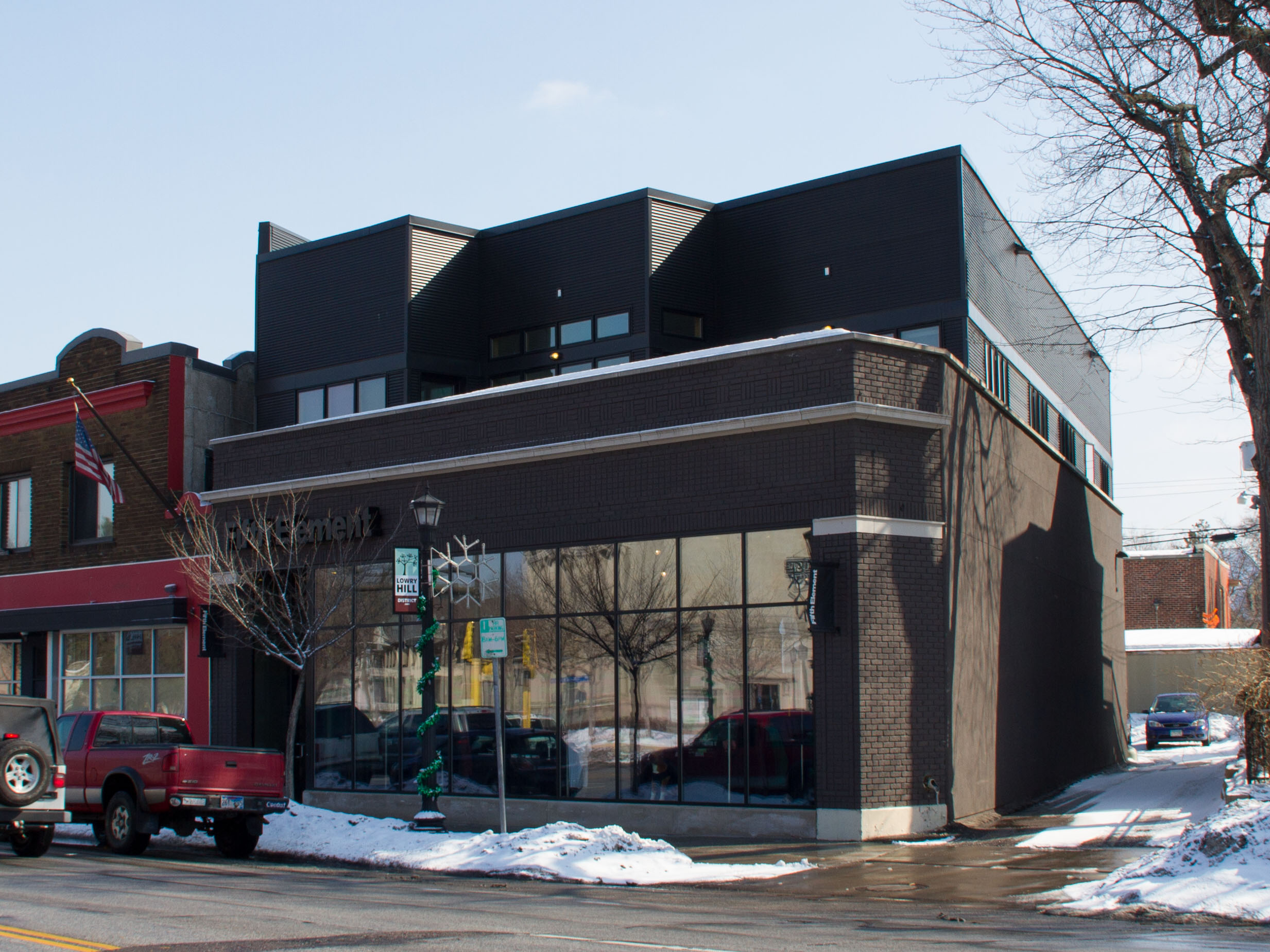
Sede della Rhymesayers Entertainment/Fifth Element, a Minneapolis

Rhymesayers Entertainment è un'etichetta discografica indipendente, con sede a Minneapolis, nel Minnesota.

## Storia
L'etichetta, fondata nel 1995 da Sean Daley, Anthony Davis ("Ant"), Brent Sayers, Musab S'ad Ali and Derek Turner, si occupa di produrre artisti legati al mondo dell'hip hop.
La maggior parte degli artisti che fanno riferimento alla Rhymesayers sono originari del Minnesota, ma l'etichetta ha prodotto anche artisti come Soul Position ed MF Doom, che per Rhymesayers Entertainment ha pubblicato MM..Food. La Rhymesayers Entertainment è l'etichetta più grande del Minnesota.
Nel 1999 è stato aperto un negozio di dischi legato all'etichetta, il The Fifth Element, ad Uptown, Minneapolis. Il negozio ha la sua vocazione nella vendita di prodotti hip hop mainstream ed indipendenti, con un occhio di riguardo per la musica locale.
Il 9 marzo 2007, Rhymesayers Entertainment ha firmato un contratto di promozione e distribuzione con la Warner Music Group Independent Label Group.

## Musicisti
- Abstract Rude
- Ant
- Atmosphere
- BK-One
- Brother Ali
- Blueprint
- Boom Bap Project
- DJ Abilities
- Dynospectrum
- Eyedea & Abilities (anche Sixth Sense)
- Felt
- Grayskul
- I Self Devine
- Jake One
- Los Nativos
- Mac Lethal
- Mass Hysteria
- Mr. Dibbs
- Musab
- MF DOOM
- Micranots
- Eyedea
- P.O.S (dei Doomtree)
- Plain Ole Bill
- Psalm One
- Semi.Official
- Slug
- Soul Position
- Vitamin D